# Serhij Ditkowski
Serhij Stanisławowycz Ditkowski, ukr. Сергій Станіславович Дітковський (ur. 16 kwietnia 1979 w Magadanie, Rosyjska FSRR) – ukraiński piłkarz, grający na pozycji pomocnika lub napastnika.

## Kariera piłkarska

### Kariera klubowa
W sierpniu 1996 rozpoczął karierę piłkarską w drugiej drużynie CSKA Kijów. Dopiero 7 listopada 2000 rozegrał swój pierwszy i jedyny mecz w barwach pierwszej drużyny CSKA. Jesienią 1998 został wypożyczony do końca roku do WPS Kramatorsk. W latach 2000–2001 rozegrał 5 meczów w składzie farm-klubu Systema-Boreks Borodzianka. Latem 2002 zmienił klub na Obołoń Kijów. Latem 2003 grał na zasadach wypożyczenia w farm-klubie Krasyliw-Obołoń Krasiłów. Na początku 2004 roku przeszedł do trzecioligowego klubu Oswita Borodzianka. Podczas przerwy zimowej sezonu 2004/05 wyjechał do Kazachstanu, gdzie podpisał kontrakt z FK Aktöbe. W kolejnych sezonach występował w klubach Okżetpes Kokczetaw, Wostok Öskemen, Megasport Ałmaty i Żetysu Tałdykorgan. Wiosną 2009 powrócił do Ukrainy, gdzie zasilił skład Dynamo-Chmielnicki. Latem 2010 ponownie wyjechał do Kazachstanu, gdzie przez pół roku bronił barw Kajsaru Kyzyłorda. W 2012 roku występował ponownie w Dynamo-Chmielnicki, w którym zakończył karierę piłkarską.

## Sukcesy i odznaczenia

### Sukcesy klubowe
- mistrz Kazachstanu: 2005
- wicemistrz Pierwszej ligi Ukrainy: 2001